# Cultfilm
Een cultfilm is een film die een kleine maar betrokken groep liefhebbers aantrekt of een film die vele jaren populair is gebleven door de toewijding van een kleine groep van volgelingen.
Cultfilms zijn doorgaans films die bij de originele première weinig succes hadden of slechts een kleine distributie kenden (al bestaan er ook uitzonderingen). Daarvoor kunnen verschillende oorzaken zijn. Het grote publiek toonde geen interesse of vanwege de beperkte distributie waren slechts weinigen van het bestaan van de film op de hoogte. Of de mensen die de film wel hadden gezien, vonden het een te controversiële, bizarre, onvoorspelbare of zelfs ronduit slechte film. Veel van deze flops worden vergeten, maar rond sommige films groeit na enkele jaren onverwacht een cultus, waardoor ze later alsnog een hit of zelfs een klassieker worden.

## Criteria voor de term "cultfilm"
Doordat cultfilms vaak in eerste instantie weinig succesvol zijn, volgt de waardering meestal pas nadat de films zijn uitgebracht op video, dvd of na vertoningen op televisie. Films in een andere taal dan Nederlands of Engels worden ook vaak tot de cultfilms gerekend, maar zijn dat in principe lang niet altijd. Bepaalde genres waarin cultfilms voornamelijk voorkomen zijn sciencefiction, fantasyfilms, komedie, roadmovies, rockfilms, horror, monsterfilms, martialartsfilms, verfilmingen van cult-televisiereeksen, stonerfilms, experimentele films, exploitatiefilms, films die bij verschijnen controversieel waren en/of verboden werden enz.
Niet elke film die een grote waardering en vele fanatieke fans kent is noodzakelijk een cultfilm. Bij een cultfilm is er meestal een eeuwig debat gaande over de kwaliteit van de film, wat ook verklaart waarom slechts een aantal kleine groepen mensen met deze film dwepen. Er zijn verschillende redenen waarom een film een cultstatus kan verwerven:
- De thematiek of bepaalde scènes zijn controversieel (A Clockwork Orange)
- De plot is bizar (The Big Lebowski)
- De film is laag-bij-de-gronds of wordt gekenmerkt door een gebrek aan goede smaak  (Pink Flamingos)
- Bepaalde onverwachte wendingen aan de plot worden door een groot deel van het publiek niet aanvaard  (From Dusk Till Dawn)
- De film is kwalitatief gezien slecht, maar sommige mensen halen hier vanwege het campgehalte net hun plezier uit (Plan 9 from Outer Space)
- De fans houden er tijdens het bekijken van de film in de bioscoop een speciale ceremonie op na. Hierbij verkleden ze zich als hun favoriete personages en reageren collectief op bepaalde scènes. Bioscopen draaien deze cultfilm dan ook exclusief voor de fans, gezien buitenstaanders doorgaans dit enthousiasme niet delen en door de actieve deelname van het bioscooppubliek niet rustig van de film kunnen genieten (The Rocky Horror Picture Show)

Films als Star Trek, Star Wars, Batman, Harry Potter, Lord of the Rings, The Godfather en The Shawshank Redemption zijn geliefd bij een miljoenenpubliek en worden algemeen gewaardeerd als kwalitatieve films. Zij kunnen dus moeilijk "cultfilms" genoemd worden. Er zijn echter ook uitzonderingen. De Godzilla-films zijn in Japan mainstreamvermaak, maar elders in de wereld cultfilms. De Disneyfilm Fantasia was bedoeld als een grote publieksfilm, maar flopte bij de première. Pas jaren later werd het voor fans van psychedelica een cultfilm. The Sound of Music en Star Wars zijn mainstreamfilms die vanwege de unanieme internationale waardering formeel geen cultfilms zijn. Maar voor bepaalde fanatieke aanhangers die de film als een soort ritueel voor de zoveelste keer herbekijken en/of dwepen met bepaalde personages uit de plot kunnen deze films wél als een cultfilm gezien worden. Natuurlijk is dit opnieuw een kwestie van definitie, aangezien rond élke film uiteindelijk wel een bepaalde fanatieke aanhang bestaat. Soms zelfs met een appreciatie en interpretatie die door de oorspronkelijke regisseur nooit zo bedoeld was. Reefer Madness (1932) is bijvoorbeeld een voorlichtingsfilm die de jeugd moet waarschuwen tegen het gebruik van drugs. Door het slechte acteerwerk en het feit dat de makers duidelijk niets afwisten over het effect van marihuana werd Reefer Madness in de jaren zestig een cultfilm die door de liefhebbers ervan ironisch genoeg vaak stoned wordt bekeken.